# 라인홀트 미테를레너
라인홀트 미터레너는 오스트리아의 정치인이다. 오스트리아 국민당의 대표를 지내면서 베르너 파이만이 이끈 대연정 내각의 부총리를 역임했다.

## 생애
1955년 12월 10일 오버외스터라이히주에 위치한 헬펜베르크에서 태어났다.